# Лебень (Слупський повіт)
Лебень (пол. Łebień) — село в Польщі, у гміні Дамниця Слупського повіту Поморського воєводства.
Населення — 210 осіб (2011).
У 1975-1998 роках село належало до Слупського воєводства.

## Демографія
Демографічна структура станом на 31 березня 2011 року:
|          | Загалом | Допрацездатний вік | Працездатний вік | Постпрацездатний вік |
| -------- | ------- | ------------------ | ---------------- | -------------------- |
| Чоловіки | 112     | 26                 | 80               | 6                    |
| Жінки    | 98      | 25                 | 54               | 19                   |
| Разом    | 210     | 51                 | 134              | 25                   |